# A.P. Møller Holding A/S
A.P. Möller Holding A/S är ett danskt holdingbolag, som är familjen Møllers maktföretag.
A.P. Möller Holding A/S har (2016) 41,5 % av aktievärdet och 51,3 % av rösterna i Danmarks största företag,  A.P. Møller-Mærsk ,.Sedan mars 2015 har holdingbolaget också via sitt dotterbolag APMH Invest A/S  en kontrollpost på 20 % i Danske Bank.
A.P. Möller Holding A/S grundades 2013, efter den tidigare storägaren Mærsk Mc-Kinney Møllers död. Det är helägt av A P Møller og Hustru Chastine Mærsk Møllers Fond til almene Formaal.
Verkställande direktör är sedan september 2016 Robert Mærsk Uggla.